# Arrondissement de Recklinghausen
L'arrondissement de Recklinghausen (Kreis Recklinghausen) est situé au nord de la région de la Ruhr sur les deux rives de la Lippe. Il est limitrophe avec les arrondissements de Wesel, Borken, Coesfeld et Unna ainsi qu'avec les villes de Dortmund, Bochum, Herne, Gelsenkirchen, Essen et Bottrop. Il est traversé par les autoroutes A 2 (Oberhausen-Hanovre), A 31 (Bottrop-Emden), A 42 (Emscherschnellweg), A 43 (Bochum-Münster) et A 52 (Essen-Marl).

## Histoire
La plus grande partie de l'arrondissement forma au Moyen Âge l'exclave du Vest Recklinghausen de l'archevêché de Cologne. L'arrondissement fut formé en 1929. En raison de la réforme des territoires communaux, son territoire changea le 1er janvier 1975 entre autres par l'intégration des villes-arrondissements de Castrop-Rauxel et Recklinghausen et le 1er juillet 1976 avec la rupture de l'intégration de la ville de Gladbeck à la ville-arrondissement de Bottrop par la cour constitutionnelle.

## Communes
L'arrondissement compte 10 communes qui sont toutes des villes.

* Chef-lieu de l'arrondissement
| Communes         | Population du 30 juin 2007 |
| ---------------- | -------------------------- |
| Castrop-Rauxel   | 77 035                     |
| Datteln          | 36 193                     |
| Dorsten          | 78 773                     |
| Gladbeck         | 76 100                     |
| Haltern am See   | 38 061                     |
| Herten           | 64 035                     |
| Marl             | 89 869                     |
| Oer-Erkenschwick | 30 538                     |
| Recklinghausen * | 121 111                    |
| Waltrop          | 29 931                     |

## Administrateurs de l'arrondissement

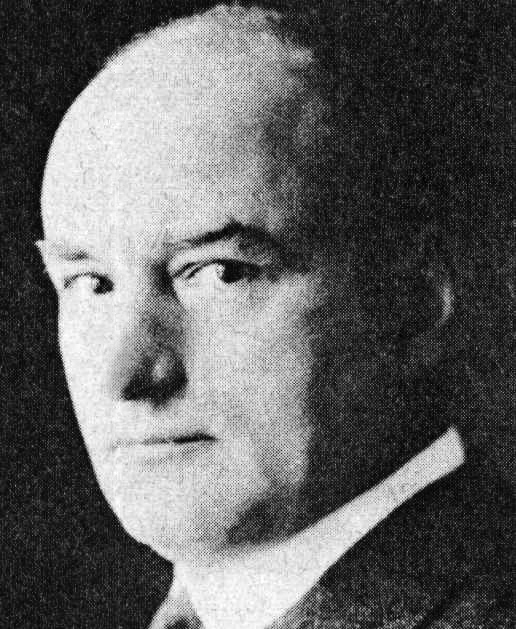
Erich Klausener, de 1919 à 1924 administrateur de l'arrondissement de Recklinghausen (photo de 1928)

- 1816–1829 Wilhelm von und zu Westerholt und Gysenberg (de)
- 1830–1849 Friedrich Carl Devens (de)
- 1849–1893 Robert von Reitzenstein (de)
- 1893–1913 Felix von Merveldt
- 1913–1919 Robert Bürgers (de), Zentrum
- 1919 Oskar Stübben (de)
- 1919–1924 Erich Klausener
- 1924–1927 Max Hüesker (de), Zentrum
- 1927–1933 Max Schencking (de)
- 1933 Kurt Matthaei (de), NSDAP
- 1933–1935 Josef Rieth (de), NSDAP
- 1935–1938 Otto Ehrensberger (de)
- 1938–1939 Kurt von Borries (de), NSDAP
- 1939–1945 Hans Reschke (de), NSDAP
- 1945–1946 Friedrich Niemeyer (de)
- 1956 Anton Hoppe (de), CDU
- 1956–1969 Willi Steinhörster (de), SPD
- 1961 Peter Heckmann (de), SPD
- 1961–1964 Theodor Liesenklas (de), CDU
- 1964–1966 Peter Heckmann, SPD
- 1966–1975 Franz Becker (de), SPD
- 1975–1994 Helmut Marmulla (de), SPD
- 1994–1999 Hans Ettrich (de), SPD
- 1999–2004 Hans-Jürgen Schnipper (de), CDU
- 2004–2009 Jochen Welt (de), SPD
- 2009–2020 Cay Süberkrüb (de), SPD
- depuis 2020 Bodo Klimpel (de), CDU

### Élections de l'administrateur (Landrat)
| Parti | Scrutin du 12 septembre 1999 | Scrutin du 12 septembre 1999 | Scrutin du 12 septembre 1999 | ballotage | ballotage | Scrutin du 26 septembre 2004 | Scrutin du 26 septembre 2004 | Scrutin du 26 septembre 2004 | ballotage | ballotage |
|       | Candidat                     | Votes                        | %                            | Votes     | %         | Candidat                     | Votes                        | %                            | Votes     | %         |
| ----- | ---------------------------- | ---------------------------- | ---------------------------- | --------- | --------- | ---------------------------- | ---------------------------- | ---------------------------- | --------- | --------- |
| SPD   | Ulrich Noetzlin              | 115 621                      | 42,7 %                       | 81 545    | 45,3 %    | Jochen Welt                  | 111 638                      | 40,6 %                       | 92 739    | 53,4 %    |
| CDU   | Hans-Jürgen Schnipper        | 122 000                      | 45,0 %                       | 98 553    | 54,7 %    | Hans-Jürgen Schnipper        | 109 075                      | 39,6 %                       | 81 026    | 46,6 %    |
| Grüne | Monika Steinheuser           | 15 055                       | 5,6 %                        |           |           | Sabine von der Beck          | 20 679                       | 7,5 %                        |           |           |
| FDP   | Mathias Richter              | 7 618                        | 2,8 %                        |           |           | Mathias Richter              | 12 512                       | 4,5 %                        |           |           |
| PDS   |                              |                              |                              |           |           | Detlev Beyer-Peters          | 9,383                        | 3,4 %                        |           |           |
| WIR   | Sigrid Godau                 | 10 727                       | 4,0 %                        |           |           | Heinrich Niestroj            | 6 825                        | 2,5 %                        |           |           |
| PBP   |                              |                              |                              |           |           | Achim Senft                  | 4 986                        | 1,8 %                        |           |           |

### Élections du conseil (Kreistag)
|       | Scrutin du 12 sept. 1999 | Scrutin du 12 sept. 1999 | Scrutin du 12 sept. 1999 | Scrutin du 26 sept. 2004 | Scrutin du 26 sept. 2004 | Scrutin du 26 sept. 2004 |
| Parti | Votes                    | %                        | Sièges                   | Votes                    | %                        | Sièges                   |
| ----- | ------------------------ | ------------------------ | ------------------------ | ------------------------ | ------------------------ | ------------------------ |
| CDU   |                          | %                        |                          | 107 130                  | 39,1 %                   | 28                       |
| SPD   |                          | %                        |                          | 106 625                  | 38,9 %                   | 28                       |
| Grüne |                          | %                        |                          | 23 084                   | 8,4 %                    | 6                        |
| FDP   |                          | %                        |                          | 14 005                   | 5,1 %                    | 4                        |
| PDS   |                          | %                        |                          | 9 665                    | 3,5 %                    | 2                        |
| WIR   |                          | %                        |                          | 7 500                    | 2,7 %                    | 2                        |
| EWG   |                          | %                        |                          | 2 704                    | 1,0 %                    | 1                        |
| PBP   |                          | %                        |                          | 2 431                    | 0,9 %                    | 1                        |
| Indép |                          | %                        |                          | 1 057                    | 0,4 %                    | 0                        |

## Juridictions
Juridiction ordinaire
- Cour d'appel (Oberlandesgericht) de Hamm
  - Tribunal régional (Landgericht) de Bochum
    - Tribunal cantonal (Amtsgericht) de Recklinghausen: Datteln, Herten, Oer-Erkenschwick, Recklinghausen, Waltrop

  - Tribunal régional de Dortmund
    - Tribunal cantonal de Castrop-Rauxel: Castrop-Rauxel

  - Tribunal régional d'Essen
    - Tribunal cantonal de Dorsten: Dorsten
    - Tribunal cantonal de Gladbeck: Gladbeck
    - Tribunal cantonal de Marl: Haltern, Marl

Juridiction spéciale
- Tribunal supérieur du travail (Landesarbeitsgericht) de Hamm
  - Tribunal du travail (Arbeitsgericht) de Gelsenkirchen: Gladbeck
  - Tribunal du travail de Herne: tout l'arrondissement sauf Gladbeck
- Tribunal administratif (Verwaltungsgericht) de Gelsenkirchen
- Tribunal des affaires de Sécurité sociale (Sozialgericht) de Gelsenkirchen